# اوزدر (جمع أبرود)
اوزدر (بالفارسية: اوزدر) هي قرية تقع في إيران في قسم جمع أبرود الريفي.